# 回竜山
回竜山（かいりゅうざん）は、中華人民共和国湖南省長沙市寧郷市双鳧鋪鎮にある山である。標高は365m。昔は「南楚霊山」と呼ばれていた。その山勢が長竜のように曲がりくねっていることからこの名がついた。長沙市城区から70キロ離れている。山麓には白雲寺がある。

## 文化
白雲寺八景：魚山夜月、菱塘晩風、楓林吐霧、石磴穿雲、雲関鎖翠、遠岫横琴、仙岩瀑布、蟾谷嘘虹。
白雲寺の門額「南楚霊山」に清の政治家左宗棠が書いた作品がある。
清の詩人周亮『回竜山』：
| 「 | 西辺遠岫似横琴 玉軸徽弦隠翠岑 千古不聞弾一曲 高山流水待知音 | 」 |